# Австралийский национальный ботанический сад
Австралийский национальный ботанический сад (англ. Australian National Botanic Gardens, ANBG) — ботанический сад, внесенный в список наследия, расположенный в Актоне, Канберра, на Австралийской столичной территории, Австралия. Основанный в 1949 году, сад находится в ведении Департамента сельского хозяйства, водных ресурсов и окружающей среды правительства Австралии. Ботанический сад был внесен в Список наследия Содружества 22 июня 2004 года.
Ботанический сад представляет собой крупнейшую живую коллекцию местной австралийской флоры. Миссия ANBG — «изучать и популяризировать флору Австралии». В садах имеется широкий выбор ботанических ресурсов для исследователей и выращиваются местные растения, находящиеся под угрозой исчезновения в дикой природе. Код гербария Австралийского национального ботанического сада — CANB.

## История
Когда в 1930-х годах планировалось строительство Канберры, создание садов было рекомендовано в отчёте 1933 года Консультативного совета столичной территории Австралии. В 1935 году в «Докладе Диксона» были изложены рамки их развития. На Чёрной горе был отведен большой участок для сада. В сентябре 1949 года состоялась торжественная посадка первых деревьев премьер-министром Беном Чифли и сэром Эдвардом Солсбери, директором Кью Гарденс. Развитие территории, объектов и коллекции продолжалось, и в октябре 1970 года сады были официально открыты премьер-министром Джоном Гортоном.
Чтобы отпраздновать 50-летие садов в 2020 году, был добавлен новый сад Банксий, в котором представлен широкий выбор более чем 170 видов Банксий (Banksia), распространенных по побережьям и внутренним районам большей части материковой Австралии и Тасмании.
Под сады на Чёрной горе отведена площадь более 90 га. В настоящее время сады разбиты на площади около 40 га. Планы освоения оставшейся земли отложены до тех пор, пока не появятся денежные средства.

## Коллекция
Сады разделены на тематические разделы; растения сгруппированы по общей таксономии или представлены в экологических группах, существующих в природе. Культивируется более 5500 видов. Экспозиции включают в себя:
- Rainforest Gully — растения тропических дождевых лесов Восточной Австралии.
- Rock Garden — сад камней, выставка растений, встречающихся в средах обитания от пустыни до альпийских районов.
- Sydney Region Flora — демонстрация разнообразной флоры, эндемической для песчаниковых образований бассейна Сиднея.
- Mallee Plants — растения малли[англ.], собирательное название многоствольных эвкалиптов и связанных с ними кустарников и трав
- family Proteaceae — семейство Протейные: банксии, вараты и гревиллеи
- family Myrtaceae — семейство Миртовые: Каллистемон, Лептоспермум и Чайное дерево
- The Eucalypt Law — «эвкалиптовая лужайка» представляет собой около одной пятой австралийских видов группы эвкалиптов[англ.].
- Wattles — род Акация

## Физическое описание

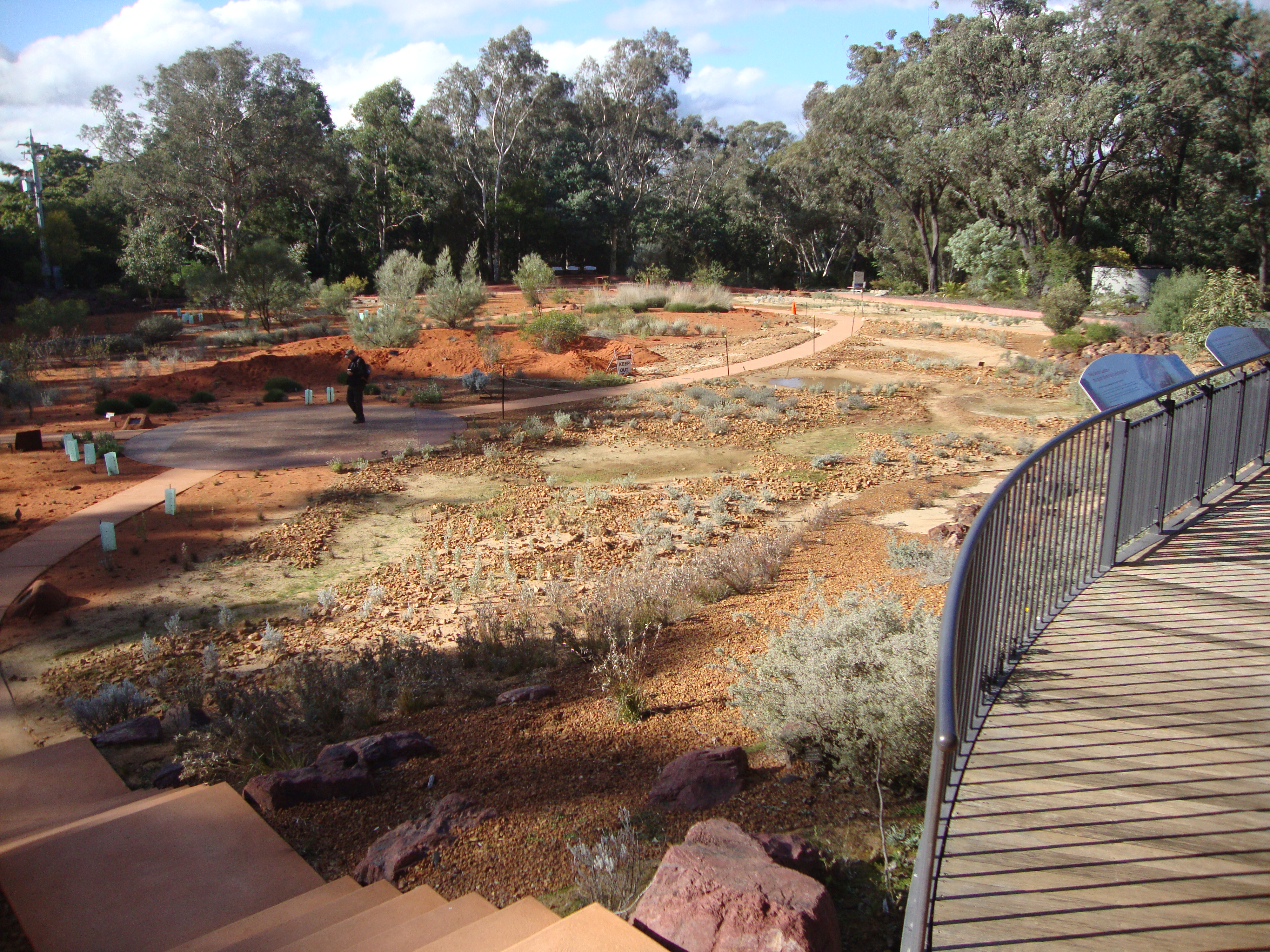
Вид на сад камней со смотровой площадки

Район расположен на северо-восточном склоне Черной горы и состоит из крутых или пологих склонов холмов, прорезанных несколькими оврагами. Это место находится в сухом склерофилловом лесу, где доминируют Eucalyptus rossii и E. mannifera ssp. maculosa и E. macrorhyncha. Почвы в этом районе преимущественно красно-жёлтые почвы и красноземы/красные подзолы с сопутствующими литозолями и кремнистыми песками. Сады состоят из разделов, посвященных различным таксономическим группам растений и экологическим темам, посвященным местным растениям Австралии. Участок пересечён сетью дорожек, обеспечивающих доступ к различным грядкам. На этом месте до сих пор сохранились участки естественного кустарника. Одна территория на верхних склонах была обустроена как природная тропа. Особые особенности садов включают эвкалиптовую лужайку, скалы, овраг в тропическом лесу, кустарники малли, песчаник Хоксбери и тропу аборигенов. Зона тропического леса образовалась на месте, которое раньше было сухим оврагом, и была засажена, символизируя восточное побережье Австралии: виды Тасмании занимают нижнюю часть оврага, а виды Виктории, Нового Южного Уэльса и Квинсленда последовательно продвигаются вверх по оврагу. Предлагаемый зимний сад на верхнем конце позволит выращивать тропические виды. Сады используются как образовательный центр от начального до высшего уровня, включая садоводческое и таксономическое обучение. Они также важны для научных исследований в области таксономии, садоводства и биологии местных видов растений. Живые коллекции особенно важны для этой функции. В живые коллекции также включено большое количество редких и находящихся под угрозой исчезновения видов растений, что обеспечивает сохранение их генотипов и некоторую защиту посредством культивирования. Благодаря зрелой растительности и широкому спектру мест обитания, присутствующих в этом районе, в садах было зарегистрировано более 100 местных и экзотических видов птиц.

## Исследования
Австралийский национальный гербарий хранится на территории Национального ботанического сада. В Гербарии находится третья по величине коллекция прессованных и высушенных образцов растений в Австралии. Гербарий работает совместно с Организацией научных и промышленных исследований Содружества (CSIRO) как часть совместного исследовательского центра — Центра исследований биоразнообразия растений. Он не открыт для публики. Австралийский национальный гербарий участвует в Австралазийском виртуальном гербарии (AVH), онлайн-базе данных ботанической информации, включая шесть миллионов записей об образцах, отображающих географическое распространение, изображения, описательный текст и инструменты идентификации.
Сады управляют несколькими крупными базами данных растений, в том числе «What's Its Name» (WIN), которая является точкой доступа к Австралийскому указателю названий растений (APNI), в котором перечислены все научные названия, когда-либо использовавшиеся для австралийских растений. Также доступна большая коллекция изображений.
Библиотека садов имеет значительную коллекцию ботанических книг, журналов, компакт-дисков и карт. Библиотека открыта для студентов и общественности по предварительной записи.

### Атрибуция
Эта статья в Википедии изначально была основана на Австралийском национальном ботаническом саду (частично), Клунис Росс-Стрит, Актон, АКТ, Австралия, номер записи 105345 в базе данных австралийского наследия, опубликованной Австралийским Содружеством в 2004 году под лицензией CC-BY 4.0, доступ к которой осуществляется 21. май 2020 г.

## Внешние ссылки
- anbg.gov.au/gardens/index.html — официальный сайт Австралийский национальный ботанический сад
- "What's Its Name" (WIN), a searchable database for the Australian Plant Name Index